# المدورة (بني سعد)

تعديل مصدري - تعديل

المدورة هي إحدى قرى عزلة بني على بمديرية بني سعد التابعة لمحافظة المحويت، بلغ تعداد سكانها 113 نسمة حسب تعداد اليمن لعام 2004.